# Pseudocalamobius proximus
Pseudocalamobius proximus là một loài bọ cánh cứng trong họ Cerambycidae.